# Miyagawa Shunsui
En aquest nom japonès, el cognom és Miyagawa.
Miyagawa Shunsui (宮川春水, fl. c. 1740-60s) va ser un pintor i gravador japonès de l'estil ukiyo-e. De vegades se'l coneix com a Katsukawa Shunsui, va ser mestre de Katsukawa Shunshō i va fundar l'estil de l'escola Katsukawa. Shunsui va ser fill i alumne de l'artista Miyagawa Chōshun, el seu nom original era Tōshirō, i va triar Shunsui com a pseudònim (goh).